# Криейтив Асембли
Creative Assembly Sofia е българско студио за разработка на видеоигри.

## История
Студиото е основано през 2001 година в София като „Black Sea Studios“, след като част от екипа, работил по Цар: Тежестта на короната (Tzar: The Burden of the Crown), напуска Haemimont начело с Веселин „Frujin“ Ханджиев.
През юли 2008 г. немският разработчик и издател Crytek придобива студиото и го преименува на „Crytek Black Sea“. През май 2014 г. Crytek обявява, че софийското студио разработва с CryEngine игра в жанра MOBA, наречена Arena of Fate. Играта е показана на E3 2014. 
През декември 2016 г. Crytek обявява, че ще затвори пет от международните си студия поради финансови проблеми. Crytek Black Sea е пуснато за продажба. Основателят Веселин Ханджиев напуска студиото и основава нова компания, Black Sea Games. През март 2017 г. е обявено, че студиото е закупено от британския разработчик Creative Assembly (собственост на Sega) и е преименувано на „Creative Assembly Sofia“. 

## Проекти
Разработени игри
| Година                       | Игра                                      | Издател                              | Платформа              | Платформа              | Платформа              |
| Година                       | Игра                                      | Издател                              | Windows                | Xbox One               | PS4                    |
| като Black Sea Studios       | като Black Sea Studios                    | като Black Sea Studios               | като Black Sea Studios | като Black Sea Studios | като Black Sea Studios |
| ---------------------------- | ----------------------------------------- | ------------------------------------ | ---------------------- | ---------------------- | ---------------------- |
| 2004                         | Knights of Honor                          | Sunflowers Interactive Entertainment | Да                     | Не                     | Не                     |
| 2008                         | WorldShift                                | Playlogic Entertainment              | Да                     | Не                     | Не                     |
| като Crytek Black Sea        |                                           |                                      |                        |                        |                        |
| Отменена                     | Arena of Fate                             | Crytek                               | Да                     | Разработва се          | Разработва се          |
| като Creative Assembly Sofia |                                           |                                      |                        |                        |                        |
| 2017                         | Total War: ROME II - Empire Divided       | Sega                                 | Да                     | Не                     | Не                     |
| 2018                         | Total War: ROME II - Desert Kingdoms      | Sega                                 | Да                     | Не                     | Не                     |
| 2018                         | Total War: ROME II - Rise of the Republic | Sega                                 | Да                     | Не                     | Не                     |
| 2020                         | Total War Saga: TROY                      | Sega                                 | Да                     | Не                     | Не                     |